# 有絲柏的道路
《有絲柏的道路》是一幅荷蘭後印象派畫家文生·梵谷創作於1890年7月的油畫。目前，該畫藏於荷蘭庫勒慕勒美術館。

## 創作過程
梵高於1890年5月完成《有絲柏的道路》 。然而，早在1888年當他來到法國的亞爾時已有了創作念頭，在寫給其弟西奧的信中，他提到絲柏給了他很大的靈感，又指他被這樹完美的線條超比例也深深吸引著。因此，他打算繪畫一幅有絲柏樹的夜景畫。1890年6月，梵高已完成這畫作，他在寫給畫家友人保羅·高更的信中指，《有絲柏的道路》所帶出的主題與高更的《在橄欖園的基督》是一致的。

## 分析
芝加哥大學藝術系博士Kathleen Powers Erickson相信《有絲柏的道路》反映出梵高知道自己命不久矣，她指畫中的月亮、絲柏和星星分別位於畫中的左中右，這種分佈位置正好與「死亡方尖碑」雷同。此外，畫中的路人則表示梵高需要身邊的人支持。Erickson還指，梵高是受到基督教寓言詩《天路歷程》而創作這畫 。
藝術評論家Naomi Maurer也同意梵高知道自己大限將至的說法 。她認為畫家以樹作為畫的中心，而路人在樹的前方，足見梵高深信人的生命是永恆的 。同時，畫中的星星和月亮代表梵高相信塵世間充滿著愛 。

## 資料來源
1. 1 2 3 4 5  Maurer 1998，第106頁.
2. 1 2 3  Erickson 1998，第176頁.
3. 1 2  Welsh-Ovcharov 1987，第55頁.
4. ↑  Erickson 1998，第160頁.

- Boime, Albert. . Columbia: University of Missouri Press. 2008. ISBN 978-0-8262-1780-6.
- Erickson, Kathleen Powers. . Grand Rapids: W.B. Eerdmans. 1998. ISBN 978-0-8028-3856-8.
- Maurer, Naomi. . London: Associated University Presses in association with the Minneapolis Institute of Arts. 1998. ISBN 978-0-8386-3749-4.
- Welsh-Ovcharov, Bogomila. . Leith, James  (编). . Kingston: McGill-Queen's University Press. 1987: 52–65. ISBN 978-0-7735-0616-9.

## 外部連結
- Van Gogh, paintings and drawings: a special loan exhibition （页面存档备份，存于）, a fully digitized exhibition catalog from The Metropolitan Museum of Art Libraries, which contains material on this painting (see index)